# Germán de Argumosa
Germán de Argumosa y Valdés (Torrelavega, Cantabria, 17 de junio de 1921-Madrid, 3 de noviembre de 2007) fue un profesor, conferenciante, articulista, escritor y parapsicólogo español.

## Biografía

### Ancestros
Entre sus antepasados paternos se encuentran el maestro de la cirugía del siglo XIX Diego de Argumosa y Obregón, catedrático del Real Colegio de Medicina y Cirugía de San Carlos y de la Universidad Central, quien participó en la resolución médica del célebre caso de aparente estigmatización de Sor Patrocinio, así como Wenceslao de Argumosa Bourke, del Real Colegio de España de la Universidad de Bolonia, considerado uno de los mejores abogados de su época y hermano a su vez del marino Teodoro de Argumosa Bourke, al mando del navío Monarca en la batalla de Trafalgar.
Por su parte, la ascendencia materna de Germán de Argumosa cuenta con militares como el general Francisco Valdés Arriola, al que Pío Baroja convirtió en uno de los personajes de sus obras Los caudillos de 1830 y La veleta de Gastizar; el coronel Juan Valdés Rubio, que a fines del siglo  XIX y principios del XX "orientó la equitación rompiendo los viejos moldes" y el comandante José Valdés Martel, propuesto para la que habría sido su segunda Laureada, a raíz de la acción en combate que causó su muerte en Marruecos, a los 31 años de edad.

### Actividad política
Durante la guerra civil se unió al bando nacional, luchando como voluntario monárquico carlista en el requeté.[cita requerida] Posteriormente se convirtió en opositor al régimen franquista, siendo detenido en 1957. Fue acusado de delito contra la seguridad del Estado, junto a otros opositores, cumpliendo cuatro meses de prisión en la cárcel de Carabanchel.

### Actividades literarias y parapsicología
Germán de Argumosa publicó varios artículos en la revista Piedralaves,[cita requerida] una de las varias fundadas por su hermano, el poeta Miguel Ángel de Argumosa, así como el prólogo y notas a una edición de Obras Completas de Miguel de Cervantes (V. sección "Publicaciones"). A partir de 1972, la mayoría de sus escritos se centran en la parapsicología, faceta por la que fue más conocido. Publicó en varias revistas esotéricas, como por ejemplo en Karma.7 sobre los sucesos de Bélmez de la Moraleda, en Ecos de Parapsicología. También publicó artículos sobre fenómenos paranormales en el diario madrileño El Alcázar.[cita requerida]
Fue frecuentemente entrevistado en medios de comunicación dedicados a las pseudociencias y a los fenómenos paranormales, principalmente las emisiones televisivas iniciales dirigidas por el psiquiatra Fernando Jiménez del Oso. Fue también colaborador fijo en secciones de varios programas de radio, como La ventana indiscreta (1987-1988) y el premiado Sesión de Tarde (1990-1991), ambos bajo la dirección del periodista Julio César Iglesias, Dos horas de nada (1992), conducido por Andrés Aberasturi, y Turno de Noche (1991-1994), dirigido por el periodista y escritor Juan Antonio Cebrián.[cita requerida] No se le conocen estudios académicos finalizados superiores.
Por otra parte, se interesó en la pseudociencia de la fisiognómica o fisiognomía donde arguyó que ciertos rasgos faciales estaban asociados a la homosexualidad masculina.
Fue uno de los principales de promotores de psicofonías, -que él prefirió denominar parafonía- aunque se hizo mayoritariamente conocido a raíz de su intervención en el caso de las popularmente llamadas "caras de Bélmez", sucedido en Bélmez de la Moraleda (Jaén), junto con otros conocidos parapsicólogos y periodistas, como el parapsicólogo alemán Hans Bender.
Falleció en 2007, a los 86 años de edad, a causa de enfermedad cardiorrespiratoria.

## Instituciones y reconocimientos
- Fundador y director del Instituto Internacional de Investigaciones Parapsicobiofísicas de Madrid.
- Presidente de la Asociación Española de Investigaciones Parapsicológicas de Barcelona.
- Miembro de honor del Instituto de Investigaciones Psicológicas y Religiosas de Tokio.
- Miembro de honor de la Sociedad Internacional de Parapsicología "Imago Mundi" de Austria.
- Miembro del Comité Consultivo de Extranjeros de la Asociación Italiana Científica de Metapsíquica.
- Miembro de honor del Consejo Asesor del Instituto Venezolano de Parapsicología.
- Premio Internacional 1977 de la Asociación Suiza de Parapsicología.
- "Personalidad Montañesa del año 1977" por el Ateneo de Santander.
- Trofeo Secinter de Parapsicología "A la mejor labor didáctica" (Melilla, 1980).
- "Media luna de oro" (Cadena SER).

## Publicaciones
- Prólogo y Notas a Cervantes Saavedra, M.: Obras Completas. Ed. Juventud, Barcelona, 1964, 2 Vols.
- Prólogo a Cordat, J.: La pobreza a examen. Ed. ASE, Madrid, 1972
- Prólogo a Roca Muntañola, J.: En los confines de la Parapsicología. Ed. Alas, Barcelona, 1975. ISBN 84-203-0319-4
- Prólogo a Bender, H.: Parapsicología. Resultados y problemática. Ed. Magisterio Español, Madrid, 1976. ISBN 84-85249-03-8
- Prólogo a Bender, H.: Nuestro sexto sentido. Ed. Cymys, Barcelona, 1976. ISBN 84-85060-11-3
- Prólogo a Pilón y Valero de Bernabé, J. Mª, S.I.: Radiestesia psíquica. Eds. Mundi-Prensa, Madrid, 1976. ISBN 84-7114-051-9
- Prólogo a Serrano Camarasa, J.: La mecánica del éter. Madrid, 1982. ISBN 84-300-7924-6.
- "Los paradigmas de Einstein". Revista Armas y Letras, N.º 4, Madrid, 1955.
- "Técnica y espíritu". Armas y Letras, N.º 6, Madrid, 1956, pp. 7-9.
- "La educación en Suecia". Armas y Letras, N.º 6, Madrid, 1956, p. 16.
- "Ideología y sistema". Cuadernos para el diálogo N.º 23-24 (agosto-septiembre), 1965, p. 30.
- "Dr. Franz Völgyesi: El alma lo es todo. Desde la demonología hasta la hipnosis" (Recensión). Boletín Informativo del Seminario de Derecho Político, Universidad de Salamanca, mayo-octubre 1956. Págs. 269-271
- "Esperando a Godot". Boletín Informativo del Seminario de Derecho Político, Universidad de Salamanca, mayo-octubre 1956. Págs. 212-217
- "Espacio y Tiempo en Edgar Allan Poe". Boletín Informativo del Seminario de Derecho Político, Universidad de Salamanca, mayo-octubre 1957. Págs. 245-249
- "Bosquejo de una intimidad. Miguel de Unamuno y su poesía". (I) Revista Piedralaves, N.º 14, febrero 1961
- "Bosquejo de una intimidad. Miguel de Unamuno y su poesía". (II) Piedralaves, N.º 15, abril 1961
- "Con Antonio Machado". Piedralaves. N.º 16-17, junio-agosto 1961
- En torno al Concilio. Tipografía Ind. Gráf. S.L. Iruma, Madrid, 1965
- "Las nuevas generaciones". Centro cubano de España. Boletín informativo. N.º 4, Madrid, noviembre 1969
- "Extrañas voces de origen desconocido". Revista Futuro presente, n.º 13, noviembre 1972
- "Erfahrungen mit psychophonischen Experimenten", en RAUDIVE, K.: Überleben wir den Tod? Neue Experimente mit dem Stimmenphänomen. Remagen, 1973, pp. 398-405. ISBN 3-87667-035-7
- "Questioni metodologiche generali sul paranormale e sulla psicofonia", en VVAA: Voci dall'invisibile. Ed. Armenia, Milano, 1973
- "La miseria en el tercer mundo asiático", en VVAA: Conferencias. Ed. Comité católico de la Campaña contra el hambre, Madrid, 1975. ISBN 84-400-8280-0
- "Der Hispanophile Dr. Raudive". En MAURINA, Z.: Konstantin Raudive zum Gedächtnis. Memmingen, 1975
- "L'Espace et le Temps dans la Parapsycho-biophysique. Quelques propositions méthodologiques". Revista PSI-International, N.º 7, París, 1978, págs. 82-90
- "Enfermedad y muerte del Padre Feijóo". Boletín del Instituto de estudios asturianos. VII, 1953, pp. 73-81.
- Más allá de los fenómenos paranormales. (Edición póstuma). Ed. Oberon (Anaya Multimedia), Madrid, 2014. ISBN 978-84-415-3572-5